# 阿賓漢姆
阿賓漢姆（英語：Uppingham）是英格蘭東米德蘭茲的一個城市。阿賓漢姆學校創立於1584年，是當地最著名的學校。該地的市場廣場每年舉辦一次家畜展示會，首次舉辦是在1889年。在2011年，有140頭羊、24頭豬和20頭牛人參加展示。